# Distrito de Güssing
Güssing es un distrito administrativo en el estado federal de Burgenland, Austria.
El área del distrito es 485,4 km², con una población de 27.199 (2001) y una densidad demográfica 55,95 hab./km². El centro administrativo del distrito es Güssing.

## Divisiones administrativas
El distrito consiste en 28 municipios y ciudades (en paréntesis se dan los antiguos nombres en húngaro):
- Bildein (Beled)
- Bocksdorf (Baksafalva)
- Burgauberg-Neudauberg (Burgóhegy-Magashegy)
- Eberau (Monyorókerék)
- Gerersdorf-Sulz (Németszentgrót-Sóskútfalu)
- Großmürbisch (Alsómedves)
- Güssing (Németújvár)
- Güttenbach (Pinkóc)
- Hackerberg (Vághegy)
- Heiligenbrunn (Szentkút)
- Heugraben (Szénásgödör)
- Inzenhof (Borosgödör)
- Kleinmürbisch (Felsőmedves)
- Kukmirn (Kukmér)
- Moschendorf (Nagysároslak)
- Neuberg im Burgenland (Újhegy)
- Neustift bei Güssing (Újtelep)
- Olbendorf (Óbér)
- Ollersdorf im Burgenland (Baratfalva)
- Rauchwart (Rábort)
- Rohr im Burgenland (Nád)
- Sankt Michael im Burgenland (Pusztaszentmihály)
- Stegersbach (Szentelek)
- Stinatz (Pásztorháza)
- Strem (Strém)
- Tobaj (Tobaj)
- Tschanigraben (Sándorhegy)
- Wörterberg (Vörthegy)

- Datos: Q660312
- Multimedia: Bezirk Güssing / Q660312